# Tappeh Makī
Tappeh Makī (persiska: تپّه مکی, تَپِّه ماكو, Tappeh Mākū, تَپِّه ماكی) är en ort i Iran.   Den ligger i provinsen Västazarbaijan, i den nordvästra delen av landet, 600 km väster om huvudstaden Teheran. Tappeh Makī ligger 1 300 meter över havet och antalet invånare är 303.
Terrängen runt Tappeh Makī är kuperad åt sydväst, men åt nordost är den platt. Runt Tappeh Makī är det ganska tätbefolkat, med 185 invånare per kvadratkilometer. Närmaste större samhälle är Kashtībān, 19,0 km norr om Tappeh Makī. Trakten runt Tappeh Makī består till största delen av jordbruksmark.